# Coupe latine de rink hockey 1987
Navigation
Coupe latine de rink hockey 1963 Coupe latine de rink hockey 1988
La Coupe latine de rink hockey 1987 est la 9e édition de la compétition organisée par le Comité européen de rink hockey. Cette édition a lieu à Anadia, au Portugal du 11 au 13 septembre 1987. L'Italie remporte pour la deuxième fois ce tournoi.

## Déroulement
Les quatre équipes s'affrontent toutes une fois. 

## Classement et résultats
| Rang | Équipe   | Pts | J | G | N | P | Bp | Bc | Diff |  | Résultats |  |     |     |      |
| ---- | -------- | --- | - | - | - | - | -- | -- | ---- |  | --------- |  | --- | --- | ---- |
| 1    | Italie   | 5   | 3 | 2 | 1 | 0 | 34 | 5  | +29  |  | Italie    |  | 3-3 | 8-0 | 23-2 |
| 2    | Portugal | 5   | 3 | 2 | 1 | 0 | 37 | 6  | +31  |  | Portugal  |  |     | 4-2 | 20-1 |
| 3    | Espagne  | 2   | 3 | 1 | 0 | 2 | 10 | 13 | -3   |  | Espagne   |  |     |     | 8-1  |
| 4    | France   | 0   | 3 | 0 | 0 | 3 | 4  | 51 | -47  |  | France    |  |     |     |      |

## Sources
- (pt) Cet article est partiellement ou en totalité issu de l’article de Wikipédia en portugais intitulé « Taça Latina de 1987 » (voir la liste des auteurs).